# On and On
On and On är en sång av den svenska sångerskan och Idol-vinnaren Agnes och den första singeln från hennes tredje studioalbum Dance Love Pop. Sången släpptes till radiostationer och som digital nedladdning i Sverige den 11 augusti 2008. Den är skriven av Anders Hansson och släpptes på bolaget Roxy Recordings.
Precis som Agnes singel "Release Me" spelades en fransk version in av singeln för den fransktalande marknaden, kallad "On se Donne". On and On släpptes som Agnes tredje singel i Storbritannien i maj 2010. Singeln släpptes också som en re-release i Nederländerna under 2010.

## Bakgrund
"On and On" hördes för första gången i den svenska tv-programmet "Sommarkrysset" på TV4 den 16 augusti 2008. Detta var låten som innebar Agnes comeback efter att hon lämnat sitt gamla skivbolag Sony Music och fått kontrakt på det mindre oberoende bolaget Roxy Recordings. Låten släpptes som singel samma vecka och tillbringade hela 26 veckor på Sverigetopplistan. Efter sin internationella utgivning har låten blivit ommixad och omgjord ett antal gånger, och bland annat släpptes den som singel i Danmark som "DK Radio Edit". Denna version lyckades inte att inta topplistan; det lyckades däremot originalversionen som toppade på plats 16 på Trackslisten. När den släpptes som singel i resten av Europa gjordes den återigen om och kallades där för "the Moonwalker Version". Även denna version lyckades att ta sig in på många topplistor, bland annat i Frankrike, Tyskland och Belgien. "On and On" släpptes som den tredje singeln i Storbritannien via en tredje version av låten, kallad "the UK edit".

## Kritikermottagande
Leanne Durr från "ClickLiverpool" sade att "On and On" var för euro-pop och känns som Sveriges bidrag till Eurovision song contest, men hon säger ändå att låten har ett positivt drag, Agnes röst, som är "mature beyond its years". Hon sa också att "if Agnes is looking for any credibility within the dance genre, she should steer clear of this euro-pop sound as it is nowhere near as edgy or as sleek as previous single Release Me."
Jessica Pinkett från "Daily Music Guide" gav en annan bild av låten, hon sade att i "On and On" var Agnes tillbaka i toppform efter "the disappointingly bland 'I Need You Now'". Hon beskrev On and On som "a catchy, upbeat number which is made all the more anthemic by Agnes' belting diva vocals" och trodde att det kunde bli en av 2010s stora sommarhits.
En liknande åsikt gavs av "Entertainment-focus.com" som sade att On and On påminner mycket om hennes tidigare singlar med euro-popbeats och dansrytmer, så låten siktar mot klubbarna. De trodde inte att den skulle lyckas ta sig högt in på topplistorna men säger att den är bättre än annan dans-pop, såsom Cascada.

## Musikvideor
Efter att videon först hade premiär i Sverige under 2008, så har tre musikvideor spelats in. Den första var producerad för den svenska och nederländska marknaden och hade premiär på MSN video en vecka före singelreleasen. Den regisserades av Anders Rune, som även regisserade videon till "Release Me". Detta blev den mest visade videon på MSN video någonsin.
När det var klart att "On and On" skulle släppas i resten av Europa som uppföljaren till "Release Me" så filmades en ny video. Den spelades in i Göteborg under juli 2009 och regisserades av Torbjörn Martin och Björn Fävremark.
I januari 2010 stod det klart att en tredje video skulle spelas in för den brittiska marknaden. Även denna spelades in i Göteborg och producerades av STARK Produktion. Videon hade premiär den 1 mars 2010, två veckor försenad. Detta gjorde att singelreleasen i Storbritannien sköts upp till maj.

## Låtlista
| Digital nedladdning (Sverige) (Released: 11 augusti 2008) (Roxy) 1. "On and On" [Radio Edit] — 3:52 Digital nedladdning (Danmark) (Released: 29 juni 2009) (Copenhagen) ( 1. "On and On" [DK Radio Edit] — 4:07 CD-singel (Nederländerna) (Released: 27 februari 2009) 1. "On and On" [Radio Edit] — 3:53 2. "On and On" [Extended Version] — 5:47 3. "On and On" [Anotha Ding-an Be-an Version] — 6:20 4. "On and On" [Music video] — 3:53 Digital nedladdning (Frankrike) (Released: 2009) (M6) 1. "On Se Donne (On and On)" [French Radio Edit] — 3:53 Digital (Italien) (Released: 30 oktober 2009) (Planet Records) 1. "On and On" [MoonWalker Version] — 4:05 2. "On and On" [Album Version] — 3:50 3. "On and On" [CREDhEAZ Remix] — 3:26 4. "On and On" [Acoustic Version] — 3:49 Maxi-singel (Belgien) (Released: 30 oktober 2009) (BIP Club) 1. "On and On" [Radio Edit] — 3:51 2. "On and On" [Moonwalker Version] — 4:06 3. "On and On" [DJ Rebel Radio Remix] — 4:11 4. "On and On" [Nils van Zandt Radio Remix] — 3:51 5. "On and On" [Robert Abigail & Jay Ritchey Remix] — 4:41 | Digital nedladdning - Remixes (Storbritannien) (Released: 10 mars 2010) (AATW) 1. "On & On" [Cahill Mix] — 05:56 2. "On & On" [Warren Clarke Mix] — 06:59 3. "On & On" [Warren Clarke Dub] — 06:00 4. "On & On" [Benny Benassi Mix] — 05:28 5. "On & On" [Benny Benassi Instrumental Mix] — 05:28 6. "On & On" [7th Heaven Mix] — 07:42 Digital nedladdning (Storbritannien) (Released: 16 maj 2010) (AATW) 1. "On & On" [UK Radio Edit] — 03:08 2. "On & On" [Cahill Mix] — 05:56 Digital EP (Storbritannien) (Released: 16 maj 2010) (AATW) 1. "On & On" [UK Radio Edit] — 3:08 2. "On & On" [Acoustic Mix] — 3:48 3. "On & On" [Album Version] — 3:49 4. "On & On" [Cahill Radio Edit] — 3:30 5. "On & On" [Cahill Mix] — 05:56 6. "On & On" [Warren Clarke Remix Edit] — 3:20 7. "On & On" [Benny Benassi Radio Edit] — 3:22 Digital nedladdning - Deluxe Version (Tyskland) (Released: 21 maj 2010) (Warner) 1. "On and On" [UK Radio Edit] — 3:08 2. "On and On" [2Frenchguys Edit] — 3:44 3. "On and On" [Benny Benassi Radio Remix Edit] — 3:25 4. "On and On" [Fuego Remix] — 4:07 5. "On and On" [The Void Remix] — 3:52 6. "On and On" [Nils van Zandt Remix] — 3:51 7. "Release Me" [French Version] — 3:06 CD-single/Digital nedladdning (Nederländerna re-release) (Released: 24 maj 2010) 1. "On & On" [UK Edit] — 3:08 2. "On & On" [Cahill Radio Edit] — 3:30 3. "On & On" [Original Radio Edit] — 3:51 4. "On & On" [Acoustic] — 3:49 |

## Listframgångar
Låten "On and On" gick in som nummer 47 på Sveriges officiella singeltopplista, Sverigetopplistan, den 21 augusti 2008, en vecka efter att låten släppts. Veckan därpå klättrade den upp till en 27:e plats och lyckades även placera sig på flera andra listor, bland annat som nummer 38 på Digilistan, som sammanställer en lista över de låtar som laddats ner mest under veckan. En bit in i september hade "On and On" klättrat på ett flertal listor och bland annat peakat som nummer 1 hos "Radio Prime top 5 klockan 5" och på "Labyrint Topp 20". På downloadlistorna låg låten bra till både på CDON, på plats nummer två, och hos Telia Music Store på en 6:e plats. 
Hos radiostationerna har låten placerat sig på nummer 1 på "Rix top 6 klockan 6", nummer 3 på Sverige Top 40, som nummer 8 på Svensktoppen, som etta på Mix Top 20 och nummer två på "Tracks. Låten klättrade snabbt och har hittills placerat sig bäst som 8:a på singellistan, 5:a på digilistan och var även den näst mest spelade låten i svensk radio vecka 40. Vecka 42 gick den även in på plats nummer 200 över Europas mest sålda låtar under den föregående veckan. Allt detta trots att låten aldrig släpptes som fysisk singel utan endast som digital nedladdning. Låten blev nummer 10 på Trackslistans årslista för 2008.
När låten släpptes i Nederländerna under våren 2009, klättrade "On and On" omedelbart upp på plats 56 på den officiella singellistan. Veckan därpå (13) tog den sig upp till en 14 plats på denna lista och till plats 10 på den officiella downloadlistan.
| Lista (2009)                                 | Topp- placering |
| -------------------------------------------- | --------------- |
| Belgien (Ultratop Flandern)                  | 8               |
| Belgien (Ultratop Vallonien)                 | 17              |
| Danmark (Trackslisten)                       | 16              |
| Nederländerna (Mega Single Top 100)          | 14              |
| Frankrike (SNEP) Downloads                   | 14              |
| Tyskland (Media Control Charts)              | 41              |
| Italien (FIMI)                               | 39              |
| Slovakien (IFPI)                             | 54              |
| Sverige (Sverigetopplistan)                  | 8               |
| Sverige (Digilistan)                         | 5               |
| Sverige (Trackslistan)                       | 2               |
| Schweiz (Swiss Music Charts)                 | 37              |
| Storbritannien (The Official Charts Company) | 82              |
| Tjeckien (IFPI)                              | 13              |
| Österrike (Ö3 Austria Top 40)                | 61              |

| Land    | Källa | Certification | Försäljning |
| ------- | ----- | ------------- | ----------- |
| Sverige | IFPI  | Guld          | 10,000+     |

### Försäljningslistor
On and On gick upp på Sverigetopplistan vecka 34 på plats 47 och lämnade den 26 veckor senare på en 60 plats.
| Position | 47 | 27 | 28 | 29 | 19 | 9 | 8 | 8 | 8 | 8 | 11 | 10 | 15 | 14 | 24 | 28 | 45 | 38 | 39 | 20 | 20 | 24 | 21 | 51 | 53 | - | 60 |

On and On gick upp på Trackslistan vecka 36 på plats 8, och lämnade listan vecka 47 med en 16 plats.
| Position | 8 | 5 | 5 | 2 | 4 | 4 | 6 | 7 | 6 | 5 | 10 | 16 |

On and On gick upp på Sveriges Radio P3s Digilistan vecka 34 på plats 38 och lämnade den 26 veckor senare på 58 plats.
| Position | 38 | 22 | 22 | 21 | 12 | 7 | 6 | 6 | 5 | 7 | 9 | 9 | 13 | 14 | 20 | 22 | 44 | 36 | 36 | 17 | 20 | 24 | 20 | 48 | 51 | - | 58 |

### Lanseringshistorik
| Region                     | Datum            | Format                           | Bolag              |
| -------------------------- | ---------------- | -------------------------------- | ------------------ |
| Sverige                    | 11 augusti 2008  | Digital nedladdning              | Roxy               |
| Sverige                    | 11 augusti 2008  | Radio                            | Roxy               |
| Nederländerna              | 10 februari 2009 | Digital nedladdning              | White Villa        |
| Nederländerna              | 27 februari 2009 | CD-singel                        | White Villa        |
| Nederländerna              | 24 maj 2010      | Re-release                       | Cloud 9 Dance      |
| Polen                      | 9 april 2009     | CD-singel                        | Universal Music    |
| Danmark                    | 29 juni 2009     | Digital nedladdning              | Copenhagen Records |
| Belgien                    | 30 oktober 2009  | Digital nedladdning, Maxi-singel | BIP Records        |
| Luxemburg                  | 30 oktober 2009  | Digital nedladdning, Maxi-singel | BIP Records        |
| Frankrike                  | September 2009   | Radio Singel                     | Sony Music         |
| Frankrike                  | 16 november 2009 | Digital nedladdning              | Sony Music         |
| Italien                    | 30 oktober 2009  | Radio Singel/Digital nedladdning | Sony Music         |
| Tyskland Schweiz Österrike | 14 maj 2010      | Digital nedladdning              | Warner Music       |
| Tyskland Schweiz Österrike | 21 maj 2010      | CD-Maxi                          | Warner Music       |
| Storbritannien             | 26 mars 2010     | Radio                            | AATW               |
| Storbritannien             | 16 maj 2010      | Digital nedladdning              | AATW               |

## Medverkande
- Sång: Agnes Carlsson
- Kör: Martin Rolinski[38]